# Karim Skik
Karim Skik, né en 1967 à Tunis, est un homme d'affaires tunisien.

## Biographie
Durant ses études, il passe par l'Institut des hautes études commerciales de Carthage puis par HEC Montréal, avant d'obtenir un doctorat en économie internationale à l'Université La Salle en 1998.
Il s'engage ensuite dans une carrière de sept ans à la Republic National Bank of New York. En 1997, il fonde le site web Bab-El-Web.net et l'hébergeur web CyberServeurs.com basé à New York. En 1999, il rejoint une start-up de la Silicon Alley de New York spécialisée dans la création de portails web pour les pays en développement, Orientation.com, où il travaille durant un an comme directeur régional pour le Moyen-Orient et l'Afrique.
De retour en Tunisie, Karim Skik fonde Équinoxes, l'une des premières startup tunisiennes spécialisées dans l'intégration des progiciels de gestion, qu'il dirige jusqu'en 2003. Le 30 septembre 2004, il rejoint Microsoft Tunisie comme directeur, poste qu'il quitte après quelques mois seulement pour reprendre en 2005 ses fonctions à la tête d'Équinoxes, qui obtient un prix lors de la deuxième phase du Sommet mondial sur la société de l'information organisée à Tunis,. À partir de 2009, il dirige Venture and Capital, une société de conseil et d'entrepreneuriat dans le domaine des technologies de l'information et de la communication (TIC).
Après la révolution de 2011, il occupe le poste de directeur de campagne de la liste du Pôle démocratique moderniste engagée dans la deuxième circonscription de Tunis pour l'élection de l'assemblée constituante du 23 octobre 2011, avant de s'éloigner de la politique.
Désigné ministre des Technologies de la communication et de l'Économie numérique le 23 janvier 2015 dans le premier gouvernement de Habib Essid, son engagement dans le secteur privé le conduisant à renoncer le 26 janvier pour éviter tout conflit d'intérêts. Cette décision semble appréciée pour l'intégrité qu'elle démontre.
Karim Skik est marié et père de trois enfants.